# Качур, Вадим Николаевич
Вади́м Никола́евич Ка́чур (укр. Вади́м Микола́йович Ка́чур, 18 октября 1940 — 17 июня 2018) — советский гребец на байдарке, Заслуженный тренер СССР, заслуженный тренер МССР, заслуженный тренер УССР по гребле на байдарках и каноэ.

## Биография
Родился 18 октября 1940 года в Херсоне. Обучался в средней школе № 2 города Херсона. Срочную воинскую службу прошёл в рядах танковых войск Советской Армии. Высшее образование получил, окончив в 1974 году Кишинёвский педагогический институт имени Иона Крянгэ, город Кишинёв.

### Спортивные достижения
Выступая за добровольное спортивное общество «Водник», под руководством своего тренера Ястребова Григория Федоровича, в 1958 году в 18-летнем возрасте завоевал звание чемпиона УССР по гребле на байдарках среди взрослых. В том же 1958 году стал серебряным призёром чемпионата СССР среди взрослых. В 1959 году повторно стал чемпионом УССР. В этом же году Вадиму Качуру было присвоено звание «Мастер спорта СССР», и он был включен в состав сборной команды СССР по гребле на байдарках и каноэ.

Неоднократный чемпион и призёр чемпионатов МССР и Вооруженных сил СССР по гребле на байдарках и каноэ, выступал за ЦСКА. В 1959—1962 годы проходил действительную службу в спортивной роте при воинской части № 44605 Спортивного клуба Армии дважды Краснознамённого Одесского военного округа в г.Дубоссары, МССР, где продолжил спортивную деятельность.

### Тренерская и руководящая деятельность в спорте
В процессе несения срочной воинской службы в 1960 году, решением Комитета по физической культуре и спорту при Совете министров СССР, Качур Вадим Николаевич был назначен «играющим» главным тренером сборной команды Одесского военного округа.
С 1962 года полностью перешёл на тренерскую работу. В период с 1964 по 1977 годы — главный тренер сборной МССР по гребле на байдарках и каноэ. В то же время с 1965 по 1967 годы — тренер по гребле на байдарке юношеской сборной команды СССР, с 1967 по 1974 годы — тренер по гребле байдарке основной сборной команды СССР.
За годы тренерской работы Вадим Николаевич Качур подготовил:
- 5 олимпийских чемпионов;
- 17 чемпионов мира;
- 15 чемпионов Европы;
- 3 Заслуженных мастера спорта СССР и Заслуженного мастера спорта Украины;
- 29 мастеров спорта международного класса;
- более 110 мастеров спорта СССР;
- более 30 мастеров спорта Украины.

С 1970 по 1972 годы Вадим Качур подготовил экипаж байдарки-четверки, в который входили Юрий Филатов, Юрий Стеценко, Владимир Морозов (1940 г.р.), Валерий Диденко. Этот состав одержал победу на Летних Олимпийских играх 1972 в Мюнхене.

Другие достижения его воспитанников:
- Матвеев Дмитрий[9] — чемпион Мира среди юношей (1963 год), чемпион Европы среди юношей (1963 год), чемпион Мира (1966 год);
- Филатов Юрий[10] — чемпион Летних Олимпийских игр 1972 в Мюнхене, чемпион Летних Олимпийских игр 1976 в Монреале, шестикратный чемпион Мира, неоднократный чемпион Европы;
- Цегоев Олег[11] — чемпион Мира (1973 год) и чемпион Европы (1973 год);
- Борзуков Андрей[12] — чемпион Мира (2003 год), и т. д.;
- также 4 спортсмена из состава воспитанников Вадима Качура в разное время были удостоены звания Заслуженный тренер СССР по гребле на байдарках и каноэ, а 16 — звания Заслуженный тренер республики СССР (страны бывшего СНГ).

За подготовку чемпиона Мира 24-летнему тренеру Вадиму Качуру в 1964 году было присвоено звание Заслуженный тренер Молдавской ССР;

за подготовку сборной команды СССР-2, занявшей 3-е командное место на Чемпионате Европы — в 1969 году присвоено звание Заслуженный тренер СССР;

за подготовку серебряного призёра Чемпионата мира 1989 года и бронзового призёра Чемпионата мира 1990 года — Вадиму Николаевичу Качуру в 1990 году присвоено звание Заслуженный тренер Украинской ССР.
В 1977 году становится директором Республиканской Школы высшего спортивного мастерства (РШВСМ), г. Кишинёв, Молдавская ССР. За период с 1977 по 1982 год РШВСМ под его руководством поднимается во всесоюзной системе оценки деятельности ШВСМ с 65 на 12 место среди 130 школ СССР.

В 1983 году становится начальником Учебно-спортивного управления Комитета по физической культуре и спорту при Совете Министров МССР. В 1985 году занимает пост 1 заместителя Председателя Комитета по физической культуре и спорту. При непосредственном руководстве Качуром В. Н. подготовкой, сводная сборная команда Молдавской ССР в 1986 году поднимается с 13 на 9 место на Спартакиаде народов СССР.

С 1990 по 1999 годы Вадим Николаевич Качур работал директором ШВСМ на родине, в городе Херсоне. В 1994 году ШВСМ под его руководством получает статус базы Олимпийской подготовки по гребным видам спорта, и в 1996 году в составе сборной команды, представлявшей Украину на Летних Олимпийских играх в Атланте Херсонскую ШВСМ представляет наибольшее количество воспитанников — 12 спортсменов.

С 1999 по 2001 годы Вадим Качур является главным тренером Национальной сборной команды Украины по гребле на байдарках и каноэ. Под его руководством на Чемпионате Европы в 2000 году Украинская сборная заняла 6 командное место, а по количеству завоеванных медалей — 4 место. Под руководством Вадима Качура на Летних Олимпийских играх 2000 в Сиднее сборная команда Украины в финальных заездах была представлена 3 экипажами, которые заняли 5, 7 и 8 места.

С 2007 по 2017 годы, находясь в пенсионном возрасте, продолжал спортивную деятельность на посту директора Детско-юношеской спортивной школы города Голая Пристань Херсонской области), восстановленной усилиями группы тренеров-единомышленников под его руководством.

Умер 17 июня 2018 года в городе Голая Пристань. Похоронен в Почетном секторе кладбища пос. Геологов города Херсона, Украина.

## Звания и государственные награды
- Мастер спорта СССР (1959)
- Заслуженный тренер Молдавской ССР (1964)
- Медаль «Двадцать лет Победы в Великой Отечественной войне 1941—1945 гг.» (1966)
- Почетная грамота ЦК ВЛКСМ (1966)
- Грамота Министра обороны СССР (1966)
- Почетная грамота Верховного Совета Молдавской ССР (1967)
- Заслуженный тренер СССР (1969)
- Грамота Министра обороны СССР (1969)
- Медаль «За доблестный труд» (1970)
- Медаль «За трудовую доблесть» (1972)
- Знак «Победитель социалистического соревнования» (1973)
- Почетная грамота Верховного Совета Молдавской ССР (1975)
- Орден «Знак Почёта» (1976)
- Почетный знак Совета Министров МССР «За заслуги в развитии физической культуры и спорта Молдавской ССР» (1984)
- Заслуженный тренер Украинской ССР (1990)
- Почетная грамота и Благодарность председателя Херсонской областной государственной администрации (1995)
- Медаль «300 лет Российскому флоту» (1996)
- Почетная грамота и Благодарность председателя Херсонской областной государственной администрации (1996)
- Почетная грамота и Благодарность председателя Херсонской областной государственной администрации (2000)
- Почетная грамота и Благодарность председателя Херсонской областной государственной администрации (2007)
- Государственная стипендия Президента Украины выдающемуся деятелю физической культуры и спорта (2013)[15] (укр. )